# Aderus atromarginatus
Aderus atromarginatus é uma espécie de besouro da família Aderidae. A espécie foi descrita cientificamente por Maurice Pic em 1947.

## Distribuição geográfica
Habita no Congo.